# Omnia El Khayat
Omnia Ibrahim El Khayat (árabe: أمنية إبراهيم الخياط) (Riad, Arabia Saudí, 8 de septiembre de 1985) es una periodista y escritora egipcia que se licenció en periodismo por la Universidad de El Cairo en 2006 y obtuvo el máster de periodismo internacional en la universidad de Brunel University London mientras trabajaba para la radio BBC Árabe, después de cerrar un ciclo con la emisora Radio Sawa. Omnia, que habla inglés y árabe, se ha vuelto conocida en Egipto y el mundo árabe cuando publicó su primera novela, Septiembre, en 2011.
En 2024 publicó un libro de relatos titulado "Las mujeres de la ciudad"